# دارول ويلسون
دارول ويلسون (بالإنجليزية: Darroll Wilson)‏ مواليد 8 يونيو 1966 في دانفيل، هو ملاكم أمريكي يصنف ضمن فئة الوزن الثقيل.

## المسيرة الاحترافية
من نزالاته:
- خسر أمام ديفيد إيزونريتي بالضربة القاضية (1998/11/14).

## إحصائيات
خاض خلال مسيرته 39 نزالا، فاز في 27 وتعادل في 2 وخسر في 10. فاز بالضربة القاضية في 21 نزالا.

## روابط خارجية
- دارول ويلسون على موقع بوكس ريك (الإنجليزية) (registration required)